# Heuvel (Son en Breugel)
Heuvel was een buurtschap ten zuiden van de Nederlandse plaats Son.
Deze buurtschap lag op de plaats waar tegenwoordig de firma Betonson is gevestigd. Ze is gelegen ten westen van Driehoek en ten oosten van bedrijventerrein Ekkersrijt.

## Heuvelsche revolutie
In de 18e eeuw heeft hier een schuurkerk gestaan. Deze moest zich aanvankelijk op een afgelegen plaats bevinden. Later hebben de katholieken ook een schuurkerk betrokken die meer in het centrum van Son gelegen was. Toen de katholieken in 1809 hun gotische kerk weer terugkregen was dit onder voorwaarde dat de schuurkerken werden gesloten. De bewoners van Heuvel maakten daar bezwaar tegen, aangezien ze nu verder van de kerk af kwamen te wonen. Dit werd smalend de Heuvelsche revolutie genoemd. Diverse rechtszittingen hadden tot resultaat dat de schuurkerk gesloten bleef en in 1817 werd verkocht en afgebroken. 

## Einde
Sinds 1923 is deze buurtschap van Son gescheiden door het Wilhelminakanaal en sedert 1956 breidde onder meer het bedrijf Betonson zich uit op de plaats waar eens Heuvel lag. 
Uiteindelijk was er van deze buurtschap niets meer terug te vinden. Ze is geheel aan bedrijventerreinen opgeofferd.